# Карапетян, Карен Саркисович
Каре́н Сарки́сович Карапетя́н (арм. Կարեն Սարգսի Կարապետյան; род. 2 марта 1961, село Каракилиса, Калининский район, Армянская ССР, СССР) — армянский государственный деятель.

## Биография
- 1977—1982 — Ереванский политехнический институт. Инженер-механик.
- 1989 — окончил высшую политическую школу в Ростове-на-Дону. Политолог. Экономист.
- 1982—1983 — учитель в Калининском районе.
- 1983—1985 — инженер, старший инженер противоградового отряда.
- 1985—1987 — заведующий, секретарь сельского отдела Таширского райкома ЛКСМА.
- 1988—1989 — инструктор Таширского райкома КПА.
- 1990—1993 — генеральный директор торгово-промышленного предприятия «СИК» (Ростов-на-Дону).
- 1993—1999 — директор Таширского завода эмалированной посуды, затем председатель совета того же ОАО.
- 1995—1999 — депутат парламента. Член постоянной комиссии по государственно-правовым вопросам. Член депутатской группы «Реформы».
- 1999—2003 — вновь депутат парламента. Член постоянной комиссии по финансово-кредитным, бюджетным и экономическим вопросам. Секретарь депутатской группы «Стабильность», затем «Народный депутат».
- 2003—2007 — депутат парламента. Член постоянной комиссии по финансово-кредитным, бюджетным и экономическим вопросам. Руководитель депутатской группы «Народный депутат».
- 12 мая 2007 — избран депутатом парламента. Руководитель фракции «РПА».
- 12.05.2007 — 30.09.2008 — депутат Национального Собрания (пропорциональная избирательная система, РПА). Член Постоянной комиссии по вопросам образования, культуры, молодёжи и спорта НС. Руководитель фракции РПА. Член исполнительного органа и совета РПА.
- 30.09.2008 — 2011 — руководитель Аппарата Президента РА.
- 6 мая 2012 года избран депутатом НС по избирательному округу № 32.
- Награждён медалью «За заслуги перед Отечеством» I степени (2006 г.).
- Женат, имеет троих детей.